# Tzitzak
Za njezinu snahu, koja je također imala ime Irena, pogledajte „Irena Atenska”.
Tzitzak (turski Çiçek = „cvijet”) je bila kći vladara Hazara te carica Bizantskog Carstva. Njezino je drugo ime bilo Irena (grč. Ειρήνη = „mir”). Bila je prva supruga cara Konstantina V. Kopronima.

## Obitelj
Tzitzak je bila kći Bihara, koji je bio kagan Hazara te se ona udala za Konstantina 732. godine. Njihov je brak bio snažan politički savez. U vrijeme vjenčanja, Konstantin je imao oko 14 godina te je bio suvladar svoga oca, cara Leona III. Tzitzak je bila krštena te joj je dano ime Irena. Njezin i Konstantinov sin je bio car Leon IV. Hazar, rođen 25. siječnja 750.
| Kraljevske titule                   | Kraljevske titule        | Kraljevske titule                       |
| ----------------------------------- | ------------------------ | --------------------------------------- |
| prethodnik Marija (žena Leona III.) | Bizantska carica sa Anom | nasljednik Marija (žena Konstantina V.) |